# Cabra de Mora
Cabra de Mora è un comune spagnolo di 108 abitanti situato nella comunità autonoma dell'Aragona.